# Traun (Alz)
Pour les articles homonymes, voir Traun.
La Traun est une rivière allemande qui se jette dans l'Alz au nord du village d'Altenmarkt an der Alz. Elle prend sa source à la confluence de la Weiße Traun (« Traun blanche ») et la Rote Traun (« Traun rouge ») à un kilomètre au nord de Siegsdorf, au pied des Alpes du Chiemgau.